# 解州关帝庙
34°54′38″N 110°50′36″E / 34.91056°N 110.84333°E
解州关帝庙位于中国山西运城市盐湖区解州镇解州村西五一路145号，距离市区20公里，为中国最大的关帝庙，全国重点文物保护单位之一。解州关帝庙是中国和海内外三大关帝庙之一。

## 历史
该庙于隋开皇九年（589年）创建，宋朝大中祥符七年（1014年）重建，后屡建屡毁，现解州关帝庙为清康熙四十一年（1702年）火灾后重建。

## 建筑
关帝庙占地面积22万平方米，为东西走向，南北分开。南部为结义园，依次为结义坊、君子亭、三义阁、莲花池、假山。北部为正庙，其中又分前院和后宫两部分。沿中轴线依次为照壁、端门、雉门、午门、山海钟灵坊、御书楼和崇宁殿。后宫以气肃千秋坊、春秋楼居中，左右有刀楼、印楼对称而立。东院有崇圣祠、三清殿、祝公祠、葆元宫、飨圣宫和东花园。西院有长寿宫、永寿宫、余庆宫、歆圣宫、道正司、汇善司和西花园等。整个关帝庙共有殿宇百余间，气势雄阔，被视为“武庙之冠”。
- 结义园：位于祖庙以南，创建于明万历四十八年（1620年）。结义坊四柱三楼三开间，木结构琉璃瓦顶，正面、背面分别题字“结义园”、“山雄水阔”。
- 四龙壁：琉璃照壁，位于正门前，建于明宣德年间。画面分为天、地、海三界，描绘四条蟠龙。
- 端门：位于中轴线南端的正南门。明嘉靖年间重建。砖雕仿木建筑，两面匾额分别刻“关帝庙”、“扶汉人物”，两次间匾额为“精忠贯日”、“大义参天”。
- 钟楼和鼓楼：位于端门与雉门东、西两侧，形制外观相同、位置对称，均为方形两层。创建于明万历三十七年，清乾隆年间重建。上层为木构重檐歇山顶。琉璃瓦顶。
- 雉门：中轴线第二道大门。清代重建。面阔三间，进深两间，单檐歇山顶。北面为乐楼，坐南向北，用于祭祀酬神演戏。
- 午门：中轴线第三道大门。清光绪三十三年（1908年）被毁，民国九年（1920年）重建。面阔七间，进深五间，庑殿顶，七架梁。
- 山海钟灵坊：
- 御书楼：前檐抱厦一间，庑殿顶；后檐抱厦三间，卷棚顶。楼上雕木制八角形藻井，顶端为八卦图案。
- 崇宁殿：因宋徽宗崇宁三年（1104年）关羽被封“崇宁真君”而得名。面阔七间，进深六间，重檐歇山顶。殿内悬康熙皇帝“义炳乾坤”、乾隆皇帝“神勇”、咸丰皇帝“万世人极”、慈禧太后“威灵震叠”匾额。
- 钟亭和碑亭：分别位于崇宁殿前西、东两侧，清代增设。
- 印楼、刀楼：位于春秋楼前东西两侧。面阔进深皆三间，二层三檐十字歇山顶。分别陈设青龙偃月刀，和汉寿亭侯印盒。
- 春秋楼：位于中轴线北端，明万历年间重建。面阔七间，进深六间，二层三檐歇山式建筑。春秋楼三绝为关羽真身像、菊花藻井、夜观《春秋》像，环楼四周的“悬梁吊柱”，亦为古建杰作。
- 关帝御园：后花园遗址上复建，占地130亩，包括福寿台、文化长廊、晨光阁、含章馆、洞天、福地、忠义堂、雅颂轩、圣行祠、文华苑等。

## 牌匾
- “降福延年” ：春秋樓二樓神龕內門楣。絲織品，楷书紅底金字。1926年鑑祥题
- “允文允武 乃聖乃神”：春秋樓二樓神龕內。行书藍底金字。
- “忠貫天人”：春秋樓二樓神龕上方。行书藍底金字。
- “義薄雲天”：崇寧殿內東次間。行书紅底綠字。姚奠中書。1990年题。
- “五禱五應”：崇寧殿東廊下。行楷黑底紅字紅邊。1943年题。
- “帝德廣被”：崇寧殿西廊下。楷书黑底金字。1874年長安信士張秉衡立。
- “錫福無疆”：崇寧殿西梢間南廊下。行书黑底金字。同治玖年（1870年）郡後學庠貢生景堯型立。
- “絶倫逸群”：崇寧殿東廊下。楷书金底黑字。同治甲戌年（1874年）朝邑閻廼林立。
- “福無疆”：崇寧殿東廊下。行楷金底藍字。1924年汾城縣張春茂立。
- “澤被萬民”：崇寧殿東廊下。行楷黑底紅字。1946年立。
- “神恩永護”：崇寧殿東廊下。楷书黑底金字金邊。1928年解縣崇義合、猗氏縣杜和平立。
- “德配尼山”：崇寧殿西梢間南廊下。楷书藍底金字。陝西候補縣丞芮邑郭守倫立。
- “靈護梓輪”：崇寧殿東廊下。隶书紅底黑字。1939年工頭北賈邨弟子喬世英立。
- “危者使平”：崇寧殿西廊下。行楷藍底金字。光緒二十四年（1898年）武安韓茂林爲病愈立。
- “寸心千古”：崇寧殿內東次間。楷书。清光緒二十七年（1901年）解州學正蒲坂展成章立。
- “福國佑民”：崇寧殿西梢南廊下。行书藍底金字。清光緒三年（1877年）聞邑任作柱、觀海父子立。
- “忠 義”：崇寧殿西梢間南廊下。隶书金底藍字。1919年山西汾陽縣衛錫衮立。
- “萬古威靈”：崇寧殿西梢間南廊下。行楷金底藍字。光緒三十年（1904年）花翎同知署理靈石縣汪敦元立。
- “功高宇宙”：崇寧殿東廊下。楷书黑底金字。1930年陕西臨邑李鴻林立。
- “神靈默佑”：崇寧殿明間南廊下。楷书黑底金字。1911年秦隴復漢軍派赴東路山西招討使軍政部副長陳樹發薰沐題。
- “靈著保赤”：崇寧殿東梢間南廊下。行楷白底黑字綠邊。1944年本邑信士馮鵬飛率男效魁、馬魁、育魁立。

## 楹联
- 春秋楼一楼明间南廊下：“圣德服中外，大节共山河不变；英名振古今，精忠同日月常明。”，民国元年（1911年）洪洞翁广居题。300324cm。行书红底金字。
- 春秋楼二楼西壁：“北斗在当头，帘箔开时应挂斗；南山来对面，春秋阅罢且看山。”34042cm。行书白底黑字。
- 春秋楼二楼神龛：“青灯观青史，着眼在春秋二字；赤面表赤心，满腹存汉鼎三分。”187182cm，行楷黑底金字。道光十五年 （1835年）安邑赵占魁、周中矩题。
- 春秋楼二楼东壁：“圣德与天齐，真不愧协天两字；常荃从地起，也须知拔地千寻。”34038cm。行书白底黑字。
- 午门明间中柱：“国贼数曹谁曰不然顾权无以异也张挞伐建纲常天地低昂神鬼泣。”规格380×51×3.2cm，隶书黑底绿字。民国二十一年（1932年）署理解县县长晋城郭象蒙题。
- 午门东、西次间北檐柱：“力扶汉鼎，道阐麟经，秉忠义伐魏拒吴， 统南北东西，四海咸钦帝君仙佛；气禀乾坤，心同日月，显威灵伏魔荡寇，合古今中外，万民共仰文武圣神。”380×513cm。行楷红底金字。

## 衍生
在游戏《黑神话悟空》中，解州关帝庙为其取景地之一。